# Daviesia alata
Daviesia alata är en ärtväxtart som beskrevs av James Edward Smith. Daviesia alata ingår i släktet Daviesia, och familjen ärtväxter. Inga underarter finns listade i Catalogue of Life.